# Rue du Pasteur-Wagner
La rue du Pasteur-Wagner est une voie du 11e arrondissement de Paris, en France.

## Situation et accès
La rue du Pasteur-Wagner est une voie publique située dans le 11e arrondissement de Paris. Elle débute au 26, boulevard Beaumarchais et se termine au 7, boulevard Richard-Lenoir. 

## Origine du nom

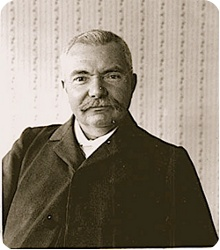
Charles Wagner.

Elle porte le nom du pasteur français Charles Wagner (1852-1918), fondateur de la paroisse du Foyer de l'âme dont le temple se trouve dans la rue.

## Historique
La rue constituait autrefois un tronçon de la rue Daval dont elle a été détachée par arrêté municipal du 18 juin 1925. 

## Bâtiments remarquables et lieux de mémoire
- No 7 bis : temple protestant du Foyer de l’âme, construit en 1905-1907 par les architectes Achille-Henri Chauquet et Jean Naville, à l’initiative du pasteur Wagner. La salle de culte est inaugurée le 17 mars 1907[2]. Charles Wagner y officie de 1907 à 1918[3]. Le bâtiment obtient le label Patrimoine du XXe siècle en 2011[4].

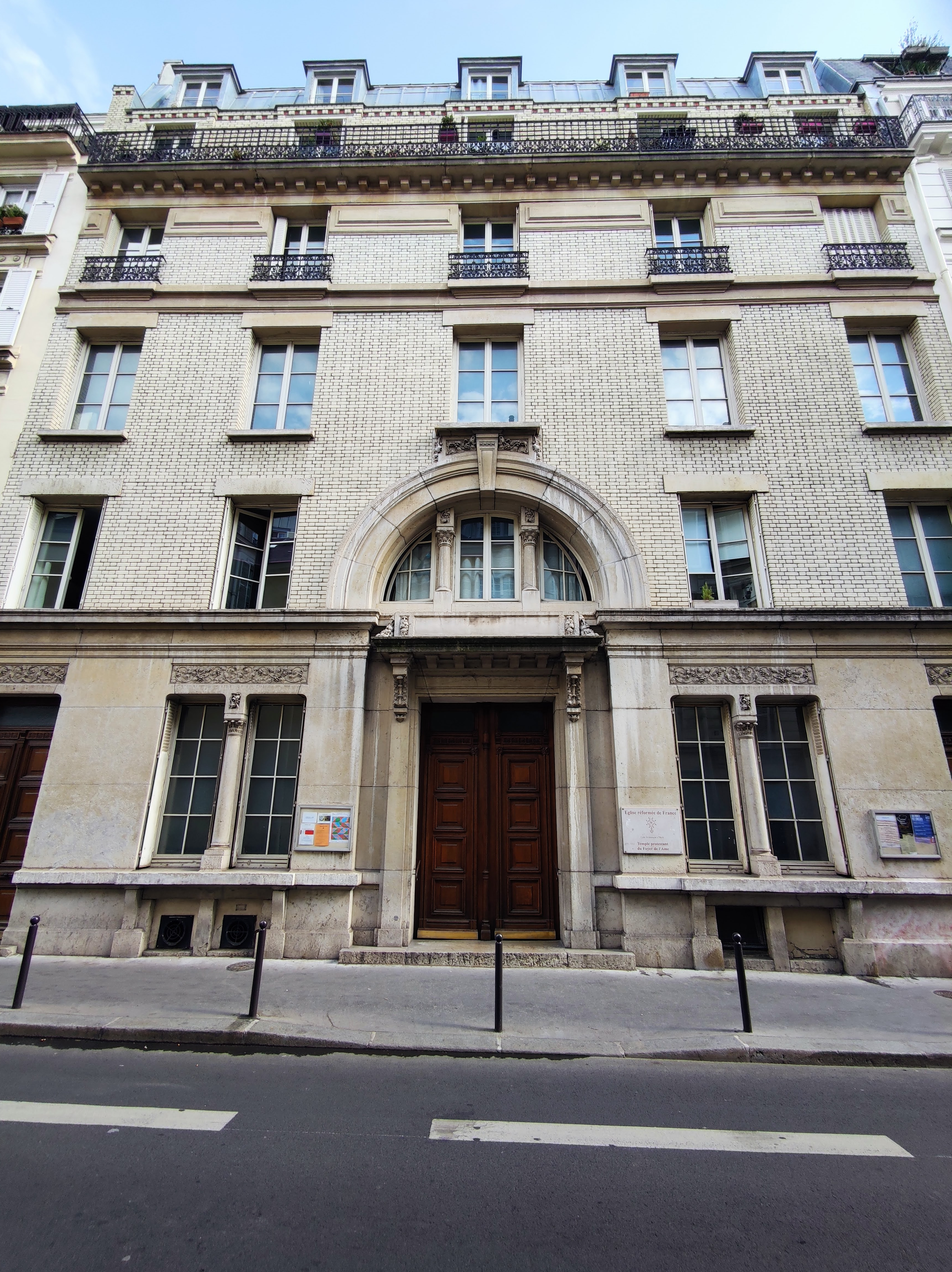
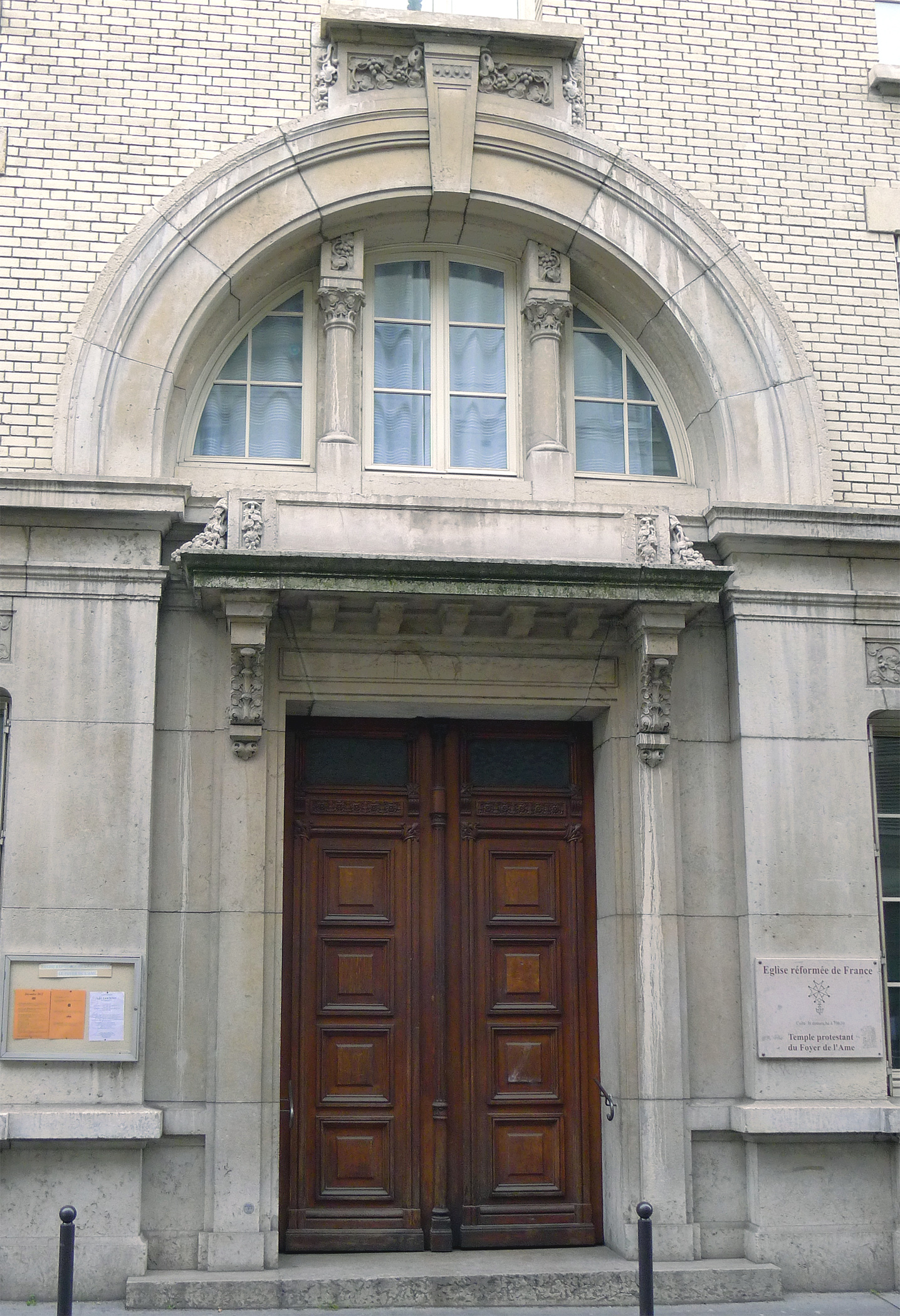
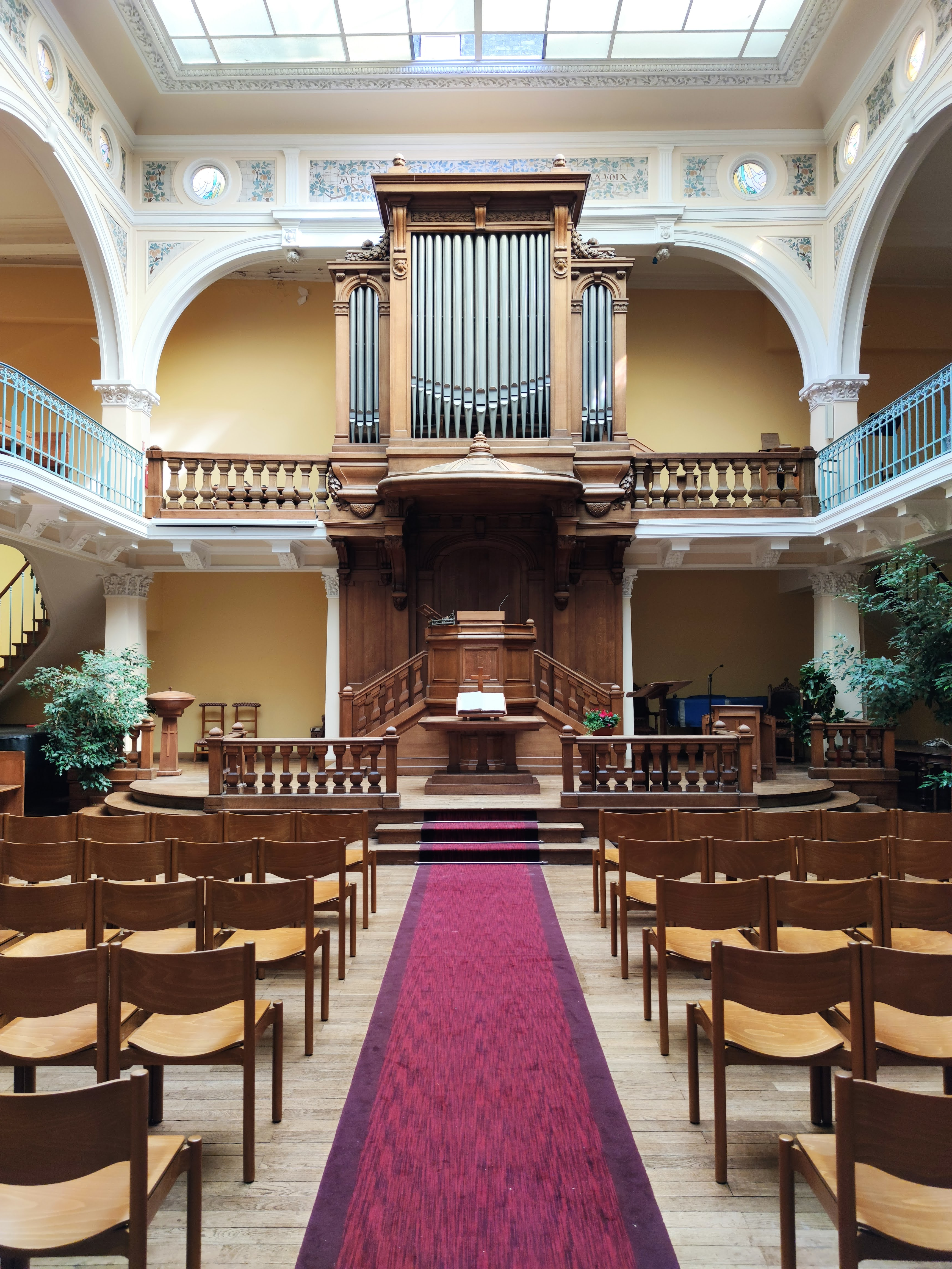
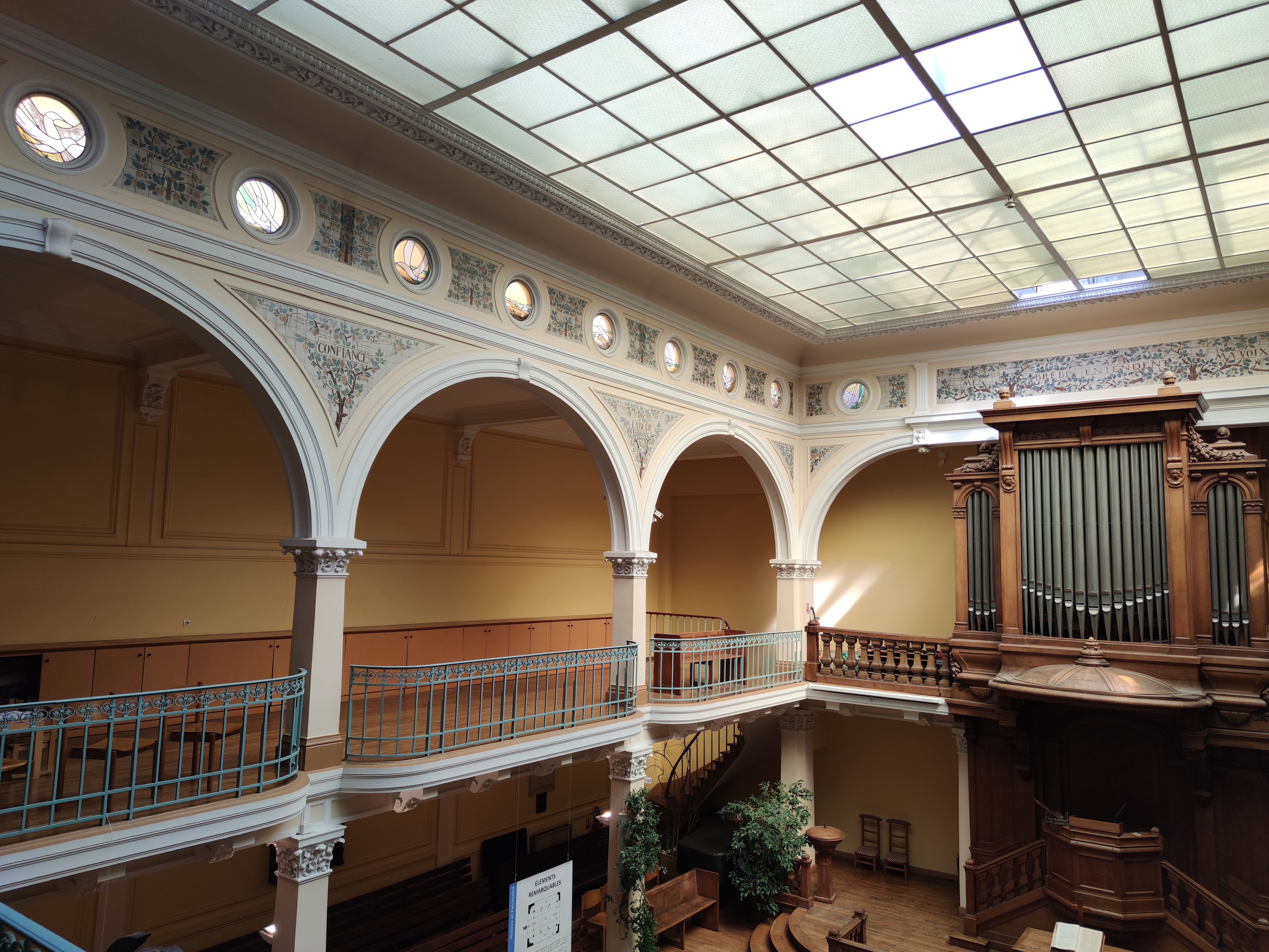